# St. Johannes der Täufer (Waischenfeld)

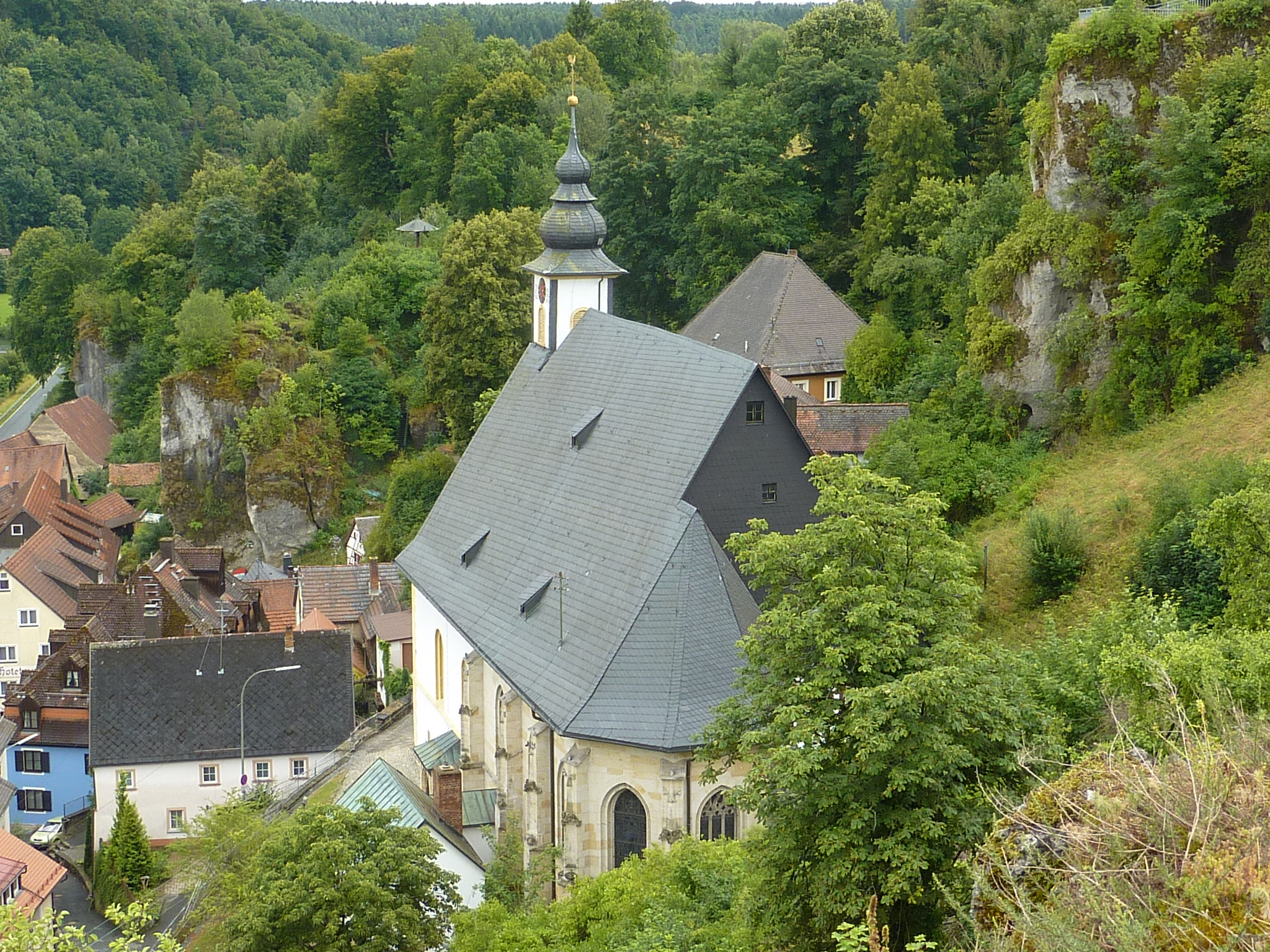
St. Johannes der Täufer (Waischenfeld)

Die römisch-katholische, denkmalgeschützte Pfarrkirche St. Johannes der Täufer steht in Waischenfeld, einer Stadt im Landkreis Bayreuth (Oberfranken, Bayern). Die Kirche ist unter der Denkmalnummer D-4-72-197-18 als Baudenkmal in der Bayerischen Denkmalliste eingetragen. Die Pfarrei gehört zum Seelsorgebereich Fränkische Schweiz Nord im Dekanat Bayreuth des Erzbistums Bamberg.

## Beschreibung
Der eingezogene Chor von einem Joch mit Fünfachtelschluss, der von Strebepfeilern gestützt wird, wurde zwischen 1550 und 1554 auf Veranlassung von Friedrich Nausea gebaut. Er ist aus der Burgkapelle hervorgegangen. Das Langhaus der Saalkirche, das nicht in der Achse des Chors steht, wurde Zug um Zug an ihn angebaut. Nördlich neben dem Chor befindet sich die 1895 angebaute Sakristei. Die Fassade im Westen wurde 1750/56 in Barock ausgeführt. Aus dem Satteldach des Langhauses erhebt sich ein quadratischer, mit einer Welschen Haube bedeckter Dachreiter, der die Turmuhr und den Glockenstuhl beherbergt. Der Innenraum des Chors ist mit einem Kreuzrippengewölbe überspannt, der des Langhauses mit einer Flachdecke. Die Kirchenausstattung stammt im Wesentlichen aus dem Jahr 1896. Nur die Anna selbdritt und eine Pietà sind um 1500 entstanden. Die Kreuzwegstationen wurden bereits in der zweiten Hälfte des 18. Jahrhunderts aufgehängt. Die Orgel wurde 1878 gebaut.